# Nuestra Señora de las Mercedes (1786)

Localización aproximada del lugar del hundimiento de la fragata Mercedes

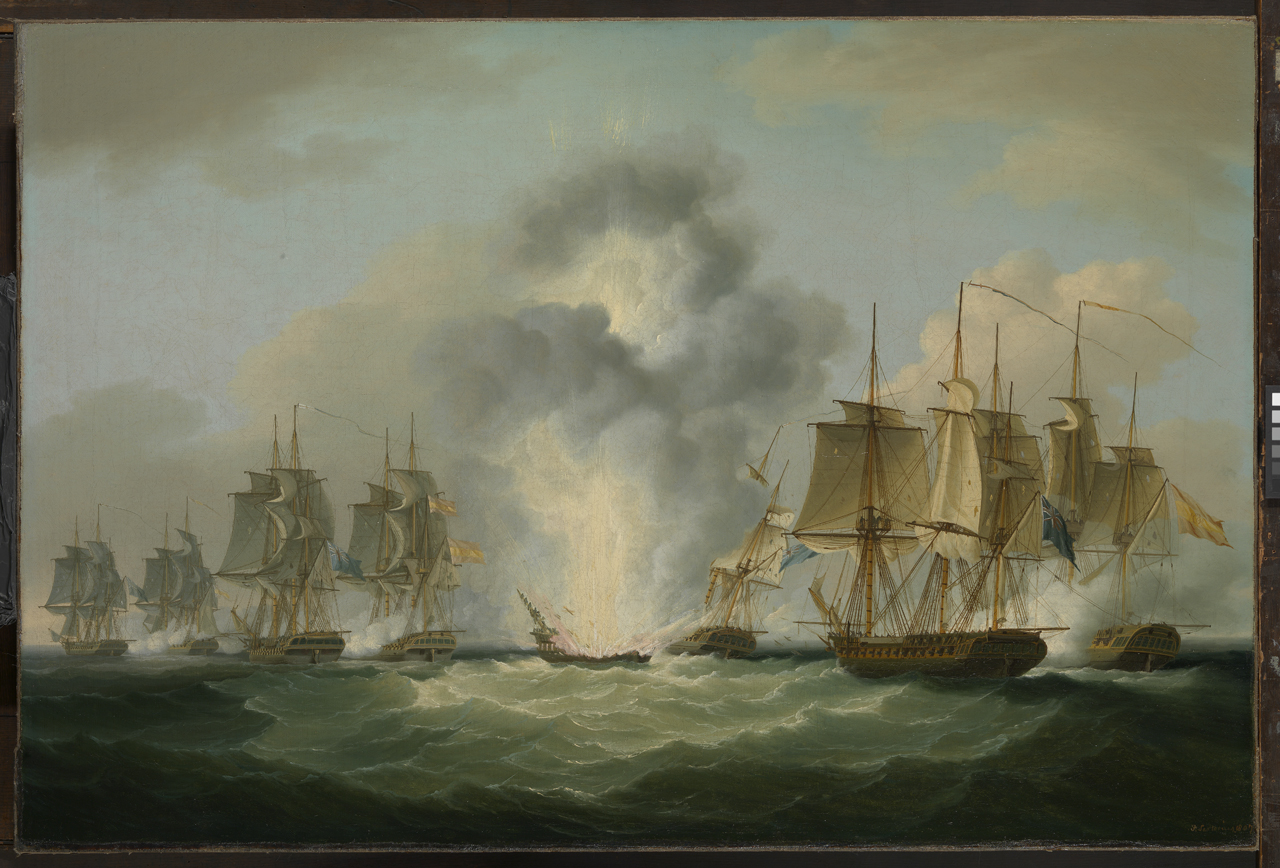
Reproducción del cuadro de Francis Sartorius, propiedad del Museo Marítimo Nacional de Reino Unido. La voladura de la fragata Mercedes y el apresamiento de la escuadrilla de José de Bustamante y Guerra el 5 de octubre de 1804 originaron la declaración de guerra a Inglaterra y es el antecedente inmediato de la batalla de Trafalgar.

La Nuestra Señora de las Mercedes fue una fragata perteneciente a la Armada española, botada en el puerto de La Habana en 1786, y que formaba parte del convoy que cubría la ruta comercial entre España y sus antiguos territorios de ultramar en América. Esta ruta se encontraba amenazada frecuentemente por navíos del Reino Unido. 

## Batalla y hundimiento
El 5 de octubre de 1804, y pese a que eran tiempos de paz entre las dos naciones, se produce la batalla del cabo de Santa María, que tendrá como consecuencia el hundimiento de la fragata Nuestra Señora de las Mercedes, capitaneada por el comandante José Manuel de Goicoa y Labart, y en ese momento acompañada por las fragatas Medea, Fama y Santa Clara, flota al mando del brigadier y político español José de Bustamante y Guerra (1759-1825), debido al enfrentamiento con los navíos de la Armada británica mandados por el comodoro del HMS Infatigable, y además Vicealmirante de la Marina Británica, Graham Moore, en el HMS Infatigable, concretamente contra una flotilla formada por cuatro fragatas, siendo el HMS Amphion, con 250 tripulantes a bordo y al mando de Samuel Sutton, el que provocó el hundimiento de la fragata española. La Nuestra Señora de las Mercedes había partido de Montevideo el 9 de agosto de 1804, aunque provenía inicialmente del puerto del Callao en Lima, Perú, e iba cargada con oro, plata, telas de vicuña, quina y canela. 
En el naufragio de la fragata fallecieron 249 marineros; los 51 supervivientes fueron hechos prisioneros y trasladados al Reino Unido, entre ellos el capitán de navío Diego de Alvear y Ponce de León y el teniente de navío Pedro Afán de Rivera. 
Este hecho tuvo como consecuencia el final del acuerdo de paz de Inglaterra y España, y fue el preludio de la batalla de Trafalgar.

## Descubrimiento y conservación
Los arqueólogos submarinos de la empresa "cazatesoros" estadounidense Odyssey Marine Exploration descubrieron el mes de mayo de 2007, en la zona del golfo de Cádiz, el pecio de la fragata, cuyas 590 000 monedas de plata y oro (reales de a ocho y escudos, todos ellos de la época de Carlos IV y acuñados en Lima, Perú, en 1796) y demás objetos fueron extraídos y llevados a los Estados Unidos, donde comenzó un litigio entre España y la empresa norteamericana por los derechos del hallazgo.
El 21 de septiembre de 2011, el Undécimo Tribunal de Apelaciones de Atlanta (Georgia) ratificó la orden de un juez de Florida para que la empresa entregara el tesoro a España. Odissey entonces presentó un recurso contra la sentencia que obligaba a entregar el tesoro a España, el cual fue desestimado por el Tribunal de Apelaciones de Atlanta el 30 de noviembre de 2011.
En enero de 2012, en un fallo que no admitía recurso, el Tribunal Supremo de los Estados Unidos rechazó el recurso de Odyssey Marine Exploration y obligó a la compañía a devolver a España las cerca de 590 000 monedas sacadas del pecio en 2007. Finalmente, el 25 de febrero de 2012, el tesoro de 17 toneladas fue trasladado por dos aviones Hércules del Ejército del Aire desde Florida a la base aérea de Torrejón de Ardoz.
El 30 de noviembre de 2012 se anunció en la Secretaría de Estado de Cultura, que el destino del tesoro sería el Museo Nacional de Arqueología Subacuática de Cartagena. Apenas dos días después, el 2 de diciembre de 2012, el tesoro llegó a su destino.
Sin embargo, no todos los restos extraídos del pecio fueron devueltos inicialmente. Como consecuencia de la investigación judicial se supo que los responsables del Odyssey habían ocultado parte del tesoro en Gibraltar. Estos restos fueron finalmente entregados en julio de 2013 y llevados junto con los anteriores al museo Arqua de Cartagena.
Meses después de la última entrega de material por parte de la Odyssey, el Tribunal del Distrito de Florida condenó a la compañía cazatesoros a pagar la mitad de las dos terceras partes del gasto de España en abogados por encontrarla culpable de mala fe y deslealtad durante el proceso. El tribunal consideró que Odyssey conocía la identidad del pecio expoliado y la ocultó, que entorpeció la investigación y la entrega de restos, y que contravino la ley de protección del patrimonio de España a sabiendas.
El Museo Naval junto con el MAN han sido sedes de la exposición «El último viaje de la fragata Mercedes. Un tesoro cultural recuperado» de junio a diciembre de 2014.
En paralelo al proceso judicial en Florida, se inició una denuncia en el juzgado de La Línea de la Concepción por contrabando y daños en un yacimiento arqueológico. Este proceso se sobreseyó en 2016, y se cerró definitivamente en 2021 por prescripción de los delitos denunciados.
En tres campañas arqueológicas, realizadas en 2015, 2016 y 2017, el Museo Nacional de Arqueología Subacuática, con la colaboración del Instituto Español de Oceanografía y de la Armada, realizó una serie de inmersiones a gran profundidad (más de 1100 metros) para sacar del agua las piezas más susceptibles de expolio y conocer el estado del pecio, constatando que Odyssey había recogido monedas realizando un barrido del suelo marino que dañó gravemente los restos del barco.

## En la ficción
La historia de la fragata Nuestra Señora de las Mercedes se recrea en La Fortuna, una serie de televisión española de género de aventuras dirigida y escrita por Alejandro Amenábar para Movistar+, que a su vez es una adaptación de la novela gráfica El tesoro del Cisne Negro, de Paco Roca (dibujos y color) y Guillermo Corral (guion), publicada por Astiberri en 2018. En la serie, el barco hundido se denomina La Fortuna.